# RedOne
Nadir Khayat (művésznevén RedOne) (Tetuán, 1972. április 9. –) marokkói származású svéd zenei producer és dalszövegíró.  Saját produkciós vállalata van, a RedOneKonvict, amely egy közös vállalkozás Akonnal. RedOne-t sokan Lady Gaga zenéjének kulcsának nevezték.
2007-ben producerként és dalszövegíróként együtt dolgozott a New Kids on the Block-kal, Akonnal, a Steel Bill-lel, Brandy-vel, Enrique Iglesias-szal, Lionel Richie-vel, a The Cheetah Girls-zel, a Menudo-val, a Varsity Fanclub-bal, Robyn-nal, Tami Chynn-nel, a Flipsyde-dal és az RBD-vel.
Eddigi pályafutása alatt olyan előadóknak írt dalokat, mint Christina Milian, a 3LW, az A*Teens és Tiffany Evans, illetve producerként és dalszövegíróként is együtt dolgozott Gordon Chambers-szel, Teron Beal-lel, Mary Brown-nal, a Desmond Child-dal, a The Clutch-csal, Bilal Hajji-val, Little Boots-szal, Pixie Lott-tal, Sean Kingston-nal, a Sugababes-szel, a Cinema Bizarre-ral, Alexandra Burke-kel, Nicki Minaj-jal és leginkább Lady Gagával.
A 2011-es Eurovíziós Dalfesztivál oroszországi versenydalát, a Get Yout ő írta Alexey Vorobyovnak. A produkció a műsor döntőjében a tizenhatodik helyet szerezte meg, 77 pontot összegyűjtve.

## Zenei munkái
A felsorolás az előadók albumai szerint csoportosítva sorolja fel a dalokat, amelyeknek RedOne producere volt.

### 2001
A*Teens - Teen Spirit
- 02. "...To the Music"

### 2002
A*Teens - Pop 'Til You Drop
- 07. "Slam"
- 09. "Singled Out"

### 2004
Christina Milian – It's About Time (Japán kiadás)
- 02. "L.O.V.E. (Remix feat. Joe Budden)"

### 2005
Carl Henry – I Wish
- 10. "I Wish"
- 12. "Little Mama"

Darin – The Anthem
- 03. "I Can See U Girl"
- 05. "Encore, Otra Vez, One More Time"
- 07. "What Is Love"

Darin – Darin
- 02. "Move"
- 03. "Step Up"
- 06. "Laura"
- 08. "B What U Wanna B"
- 10. "U Don't Hear Me"

### 2006
RBD - Rebels
- 02. "Wanna play"
- 06. "Cariño mio"

### 2007
Kat DeLuna – 9 Lives
- 01. "9 Lives" (Intro)
- 02. "Run The Show" (közreműködött Shaka Dee) / Konvict Music Edition: (közreműködött Busta Rhymes)
- 03. "Am I Dreaming" / Konvict Music Edition: (közreműködött Akon)
- 04. "Whine Up" (production discography Elephant Man)
- 05. "Feel What I Feel"
- 06. "Love Me, Leave Me"
- 07. "In The End"
- 08. "Love Confusion"
- 09. "Animal"
- 10. "Be Remembered" (közreműködött Shaka Dee)
- 11. "Enjoy Saying Goodbye"
- 12. "Whine Up" (spanyol változat, közreműködött Elephant Man)
- 13. "Como un Sueño" (az "Am I Dreaming" spanyol változata)
- 14. "Run the Show" (spanyol változat, közreműködött Shaka Dee)
- Japán kiadás: 15. "How We Roll"
- Japán kiadás: 16. / Konvict Music Edition: 10. "You Are Only Mine"

The Cheetah Girls – TCG
- 06. "Crash"

### 2008
Akon – Freedom
- 08. "Against the Grain" (közreműködött Ray Lavender)
- 10. "Sunny Day" (közreműködött Wyclef)

Brandy – Human
- 12. "True"

Darin – Flashback
- 01. "Breathing Your Love" (közreműködött Kat DeLuna)
- 04. "Dance"
- 08. "Girl Next Door"
- 11. "See U at the Club"
- 13. "Brought Me Back" (bónusz dal)

Enrique Iglesias – Greatest Hits
- 05. "Takin' Back My Love" (közreműködött Ciara)

Izzy BY - BXL Till I Die
- 08. "Comment je te baisse"

Lady Gaga – The Fame
- 01. "Just Dance" (közreműködött Colby O’Donis)
- 02. "LoveGame"
- 04. "Poker Face"
- 08. "Money Honey"
- 10. "Boys Boys Boys"
- 11. "Paper Gangsta"

New Kids on the Block – The Block
- 03. "Big Girl Now" (közreműködött Lady Gaga)
- 07. "Dirty Dancing"
- 08. "Sexify My Love"
- 10. "Full Service" (közreműködött New Edition)
- 12. "Put It on My Tab" (közreműködött Akon)
- 17. "Looking Like Danger" (Deluxe kiadás)

Tiffany Evans – Tiffany Evans
- 10. "Again"

### 2009
Alexandra Burke - Overcome
- 03. "The Silence"
- 06. "Broken Heels"
- 07. "Dumb"

Backstreet Boys - This Is Us
- 01. "Straight Through My Heart"
- 04. "All Of Your Life (Need Love)"

Cinema Bizarre - ToyZ
- 03. "I Came 2 Party" (közreműködött Space Cowboy)

Flipsyde - State of Survival
- 01. "When It Was Good"
- 03. "A Change"
- 13. "Green Light"

Lady Gaga - The Fame Monster
- 01. "Bad Romance"
- 02. "Alejandro"
- 03. "Monster"
- 07. "So Happy I Could Die"

Little Boots - Hands
- 05. "Remedy"

Pixie Lott - Turn It Up
- 10. "Here We Go Again"
- 16. "Rolling Stone" (Deluxe kiadás)

Sean Kingston - Tomorrow
- 03. "Fire Burning"
- 00. "Power Of Money" (kiadtalan)

Space Cowboy - Digital Rock Star
- 01. "Just Play That Track"
- 02. "Falling Down" (közreműködött Chelsea Korka)
- 03. "I Came 2 Party" (közreműködött Cinema Bizarre)
- 04. "Boyfriends Hate Me"
- 07. "Party Like Animal" (közreműködött Kee & Vistoso Bosses)
- 09. "I'ma Be Alright (Rent Money)"

Több előadó - Egy boltkóros naplója (filmzenei album)
- 02. "Fashion" (Lady Gaga)
- 05. "Calling You" (Kat DeLuna)
- 07. "Unstoppable" (Kat DeLuna)

### 2010
Alexandra Burke - Overcome (amerikai kiadás)
- 00. "If This Isn't Love"
- 00. "Start Without You"

Előadók Haiti-ért
- 00. "We Are the World 25 for Haiti"

Cassie - Electro Love
- 00. "Lets Get Crazy" (közreműködött Akon)

Colby O’Donis – TBD
- 00. "I Wanna Touch You"

Destinee & Paris - TBD
- 00. "Go Your Own Way"
- 00. "Heart Of Mine"
- 00. "It's Over"
- 00. "Sweet Sarah"

Enrique Iglesias – Euphoria
- 00. "I Like It"
- 00. "One Day At A Time" (közreműködöttAkon)
- 00. "Dirty Dancer" (közreműködött Usher)

Esmée Denters - TBD
- 00. "007 on You" (társszerző: Lady Gaga)

Jada - TBD
- 00. "American Cowboy"
- 00. "Model That"

Kat DeLuna – Inside Out
- 00. "Can You Love Me"
- 00. "Party O' Clock"

Kylie Minogue - Aphrodite
?
Lady Gaga - ?
- "Fetish"
- "Shut Up"
- "Dust Bunny"
- "Coming Soon"

Leighton Meester - Love Is a Drug
- 00. "What Is Love"
- 00. "One More Night"

Lil Jon - Crunk Rock
- 00. "Give It All U Got" (közreműködött Kee)

Love Generation - TBD
- 00. "Love Generation"

Livvi Franc - Livvi Franc
- 00. "Automatik"
- 00. "One Night Stand"
- 00. "Under The Rug"
- 00. "Unleashed"

Mary J. Blige - Stronger with Each Tear (nemzetközi kiadás)
- 01. "Whole Lotta Love"

Shayne Ward - ?
- 00. "Brain Washed"
- 00. "Let's Do It"
- 00. "Love Being in Love"
- 00. "Ass Munch"

Mika - Kick Ass (filmzenei album)
- 02. "Kick Ass"

Mylène Farmer - Bleu Noir
- "Oui Mais... Non"
- "Lonely Lisa"

Sugababes – Sweet 7
- 03. "About a Girl"

Usher – Raymond vs. Raymond
- 15. "More" (iTunes és a japán kiadás bónusz dala)

## Remixek
- 2004: Kevin Lyttle - "Turn Me On (Dance-Pop Remix)"
- 2005: Darin (közreműködött Jay Sean) - "Step Up (RedOne Remix)"
- 2006: Shakira (közreműködött Wyclef Jean) - "Hips Don't Lie/Bamboo (2006 World Cup Mix)"[1]
- 2007: Christina Aguilera - "Candyman (RedOne Ultimix)"
- 2008: Robyn - "Handle Me (RedOne Remix)"[4]
- 2008: New Kids on the Block - "Summertime (közreműködött Jadakiss) (RedOne Remix)"
- 2008: The Clique Girlz - "Smile (RedOne Remix)"
- 2008: Lady Gaga (közreműködött Kardinal Offishall) - "Just Dance (RedOne Remix)"
- 2010: Livvi Franc - "Automatik (RedOne Extended Remix)"
- 2010: Lady Gaga - (közreműködött Dj-Mikeman) - "Monster (RedOne Remix)"
- 2010: Lady Gaga - (közreműködött Dj-Frederick) - "Alejandro (RedOne Remix)"

## Fordítás
- Ez a szócikk részben vagy egészben  a   RedOne című angol Wikipédia-szócikk fordításán alapul.  Az eredeti cikk szerkesztőit annak laptörténete sorolja fel. Ez a jelzés csupán a megfogalmazás eredetét és a szerzői jogokat jelzi, nem szolgál a cikkben szereplő információk forrásmegjelöléseként.
- Ez a szócikk részben vagy egészben  a   RedOne production discography című angol Wikipédia-szócikk fordításán alapul.  Az eredeti cikk szerkesztőit annak laptörténete sorolja fel. Ez a jelzés csupán a megfogalmazás eredetét és a szerzői jogokat jelzi, nem szolgál a cikkben szereplő információk forrásmegjelöléseként.